# Jukka-Pekka Valkeapää
Pour les articles homonymes, voir Valkeapää.
Jukka-Pekka Valkeapää, né en 1977 à Porvoo en, Finlande, est un réalisateur finlandais.
Son premier long métrage, Le Visiteur, a été présenté au CineMart (Festival International du Film de Rotterdam), développé à la Cinéfondation du Festival de Cannes, et a été présenté en première mondiale à la Mostra de Venise. 
Son deuxième long métrage, They Have Escaped, a été présenté à Venise et à Toronto, et a été nommé pour sept prix nationaux finlandais, les Jussis, et récompensé dans 4 catégories.
Son troisième long métrage, Les chiens ne portent pas de pantalon a été nommé 9 fois aux Jussis et été récompensé dans 6 catégories.

## Filmographie
- Silmät kiinni ilman käsiä, 2000 (court métrage)
- Keinu, 2003 (court métrage)
- Le Visiteur, 2008
- He ovat paenneet, 2014
- Les chiens ne portent pas de pantalon, 2019
- Hetki lyö (fi), 2022